# Peter I. Bolgarski
Peter I. (bolgarsko Петър I [Petăr I.]) je bil car Prvega bolgarskega cesarstva, ki je vladal od 27. maja 927 do leta 969, * ni znano, † 30. januar 970.

## Življenjepis

### Zgodnje vladanje
Peter I. je bil sin carja Simeona I. Bolgarskega in njegove druge žene Marije Sursuvul, sestre prvega ministra in regenta Georga Sursuvula. Rojen je bil na začetku 10. stoletja. Zgleda, da je imel na  začetku  Petrovega vladanja zelo velik vpliv njegov stric po materini strani. Leta 913 je s starejšim  bratom Mihaelom morda obiskal cesarski dvor v Konstantinoplu. Car Simeon je iz neznanega razloga prisilil Mihaela, da je odšel v samostan in za svojega naslednika imenoval Petra.
Da bi se dokazal kot dostojen naslednik svojega očeta tako doma kot v tujini, je svoje vladanje  leta 927  začel s pohodom v bizantinsko Trakijo, ki je bil zadnji v bolgarsko-bizantinskih vojnah 913-927.  Uspešnemu pohodu so hitro sledila tajna mirovna pogajanja še preden bi se Bizantinci lahko maščevali.  Bizantinski cesar Roman I. Lekapen je z veseljem sprejel mirovne predloge in organiziral diplomatsko poroko svoje vnukinje Marije z bolgarskim monarhom.  Oktobra 927 se je Peter pri  Konstantinoplu sestal s Romanom in podpisal mirovno pogodbo. Poroka z Marijo je bila 8. novembra v cerkvi Zoödochos Pege v Konstantinoplu. V znak dobre volje in začetka novega obdobja bizantinsko-bolgarskih odnosov se je carica Marija preimenovala v Ireno (mir). Mirovna pogodba, podpisana leta 927, je bila v resnici sad vojaških in diplomatskih uspehov carja Simeona, ki jih je spretno nadaljeval njegov sin. Meje cesarstev so se vrnile na tiste, določene z mirovnima pogodbama leta 897 in 904. Bizantinci so bolgarskim vladarjem priznali naslov cesar (basileus, car) in avtokefalen položaj Bolgarskega patriarhata. Plačevanje bizantinskega letnega tributa Bolgarom se je obnovilo.

### Upori in vdori
Petrovim začetnim uspehom je sledilo več manjših protiudarov. Okoli leta 930 se je moral Peter soočiti z uporom mlajšega brata Ivana, ki je bil poražen in je pobegnil v Bizanc. Kmalu zatem je starejši brat Mihael pobegnil iz samostana in sprožil velik upor, ki se je končal z njegovo smrtjo. Najmlajšega brata Benjamina (ali Bojana) je italijanski škof Liutprand Kremonski obtožil čarovništva in da je volkodlak, kar Petrove avtoritete očitno ni ogrozilo.
Dogajanja je v Bolgariji je morda izkoristil srbski knez Časlav Klonimirović, ki je leta 933 pobegnil iz bolgarske prestolnice Preslav in z bizantinsko pomočjo dvignil upor proti bolgarski oblasti. Upor je uspel in Srbija je dosegla neodvisnost. Peter se je moral soočiti tudi z vpadi Ogrov, katere je njegov oče leta 896 porazil in jih prisilil na umik v Panonijo. Po začetnih porazih se je Peter verjetno pomiril s sovražnikom in ga  uporabil kot zaveznika proti Srbiji. Na takrat še bolgarskem ozemlju severno od Donave so se začela naseljevati različna ogrska plemena, ki so morda postala bolgarski federati, neodvisni od dinastije Árpád.  Dogovor je morda utrl pot dokončni izgubi regije približno  pol stoletja po Petrovi smrti. Peter je skupinam Ogrov očitno dovolil tudi prečkanje bolgarskega ozemlja in ropanje bizantinskega  ozemlja v Trakiji in Makedoniji. Dovoljenje je bilo morda tajna reakcija na bizantinsko  podporo v srbskem  uporu.

### Notranje zadeve
S Petrovim prihodom na prestol se je začelo dolgo obdobje relativnega miru, ki je tako v domačih kot tujih virih slabo dokumentirano. Kljub izzivom na začetku vladanja in kritičnim situacijam na samem koncu življenja se zdi, da je bila Petrova Bolgarija uspešna država z dobro organiziranim upravnim aparatom, ki so ga opazili tudi tuji popotniki in potrdili številni najdeni cesarski pečati. Peter je bil še posebej radodaren do pravoslavne cerkve, katero je obdaroval skozi celo vladavino. Cesarjeva velikodušnost je dosegla tak obseg, da so jo celo kleriki, med njimi prezbiter Kozma,  imeli za korupcijo. Razkošje in socialne napetosti so verjetno prispevale k širjenju bogomilske herezije, s katero se je Peter po nasvetu slavnih puščavnikov in ženinega strica, konstantinopelskega patriarha Teofilakta, odločno spoprijel.

### Konflikt z Bizantinci in Kijevsko Rusijo
Po smrti Petrove žene Irene sredi 960. let so se odnosi z Bizantinci poslabšali.  Cesar Nikefor II. Fokas je po zmagi nad Arabci leta 966 odklonil  plačevanje letnega davka Bolgarom. Pritoževal se je nad bolgarskim zavezništvom z Ogri in začel na bolgarski meji razkazovati svojo moč.  Napad na Bolgarijo so mu odsvetovali, zato je poslal delegacijo h kijevskemu knezu Svjatoslavu Igorjeviču, ki naj bi se dogovorila za ijevski napad s severa.
Svjatoslav se je takoj odpravil na pohod z vojsko 60.000 mož. Napadel je Bolgare ob Donavi in jih v bitki pri Silistri  porazil. Leta 968 je osvojil približno osemdeset bolgarskih utrdb. Nikefor II., presenečen zaradi zaveznikovih uspehov in nezaupljiv do njegovih dejanskih namenov, je na hitro sklenil mir z Bolgari in se  dogovoril za poroko  mladoletnih cesarjev Bazilija II. in Konstantina VIII. z bolgarskima princesama. Peter I. je kot pogajalca in hkrati častna talca v Konstantinopel poslal svoja sinova. V tem času mu je uspelo nagovoriti tradicionalne bolgarske zaveznike Pečenege, da napadejo Kijev, s čimer je dosegel umik kijevske vojske. 
Bolgari so se morali kljub začasnim uspehom in spravi z Bizantinci že naslednje leto soočati  z novim napadom Svjatoslava Kijevskega in novim porazom. Petra I. je zadela kap in ga prisilila k odstopu in  odhodu v samostan. 30. januarja 930 je umrl.

## Sloves
Na Petra I. se je v primerjavi z njegovim  očetom tradicionalno gledalo kot na šibkega vladarja, ki je izgubil ozemlje in  prestiž, dopustil nazadovanje vojaške moči,  medtem ko so po Bolgariji pustošili tuji vsiljivci, in pretvoril Bolgarijo v bizantinskem satelit, ki so ga upravljali bizantinski agenti, poosebljeni v cesarici in njenem spremstvu. Številni sodobni zgodovinarji se s takšnim mnenjem ne strinjajo in poudarjajo bogastvo in mir, ki ga je doživljala država med njegovim dolgoletnim vladanjem. Ponovno vrednotijo tudi razmerja med Bolgarijo in njenimi na pol nomadskimi sosedi  Ogri in Pečenegi in vprašanje domnevno zlovešče vloge Romanove vnukinje in njenega spremstva.
Med Petrovim vladanjem se je v Bolgariji razširilo bogomilstvo, ki je bilo verjetno bolj demografsko kot socialno gibanje. Njegov začetek so morda navdihnili armenski heretiki pavličani, katere je cesar Konstantin V. Kopronim preselil v Trakijo kot graničarje. Cesar Ivan I. Cimisk  je leta 970 v Trakijo za obrambo pred Bolgari v okolico sedanjega Plovdiva prisilno preselil še 200.000 Armencev. Bolgarska pravoslavna cerkev je Petra zaradi borbe proti njim razglasila za svetnika. Peter I. je bil za srednjeveške razmere dober vladar. Po padcu Bolgarije pod bizantinsko oblast so voditelji poskusov za obnovitev bolgarske neodvisnosti (Peter Delijan in Konstantin Bodin) celo privzeli njegovo ime  za poudarjanje legitimnosti in kontinuitete bolgarskega prestola.  

## Družina
V zakonu z Marijo Lekapeno (preimenovano v Ireno) je imel več otrok, vključno s
- Plenimirjem,
- Borisom II., ki ga je leta 969 nasledil na bolgarskem prestolu, in
- Romanom, ki je zasedel bolgarski prestol leta 977.

## Zanimivost
Po Petru I. Bolgarskem se imenuje Peter Peak na  Livingstonovem otoku v Južnih šetlandskih  otokih na Antarktiki.

## Vira
- John V.A. Fine mlajši. The Early Medieval Balkans. Ann Arbor, 1983.
- Jordan Andreev, Ivan Lazarov, Plamen Pavlov. Koj koj e v srednovekovna Bălgarija. Sofija, 1999.

| Peter I. Bolgarski Rojen: ni znano Umrl: 30. januar 970 |                                     |                      |
| Vladarski nazivi                                        |                                     |                      |
| Predhodnik: Simeon I.                                   | Car Bolgarskega cesarstva 927 – 969 | Naslednik: Boris II. |

1. ↑   Fine, str. 160–161.
2. ↑  S. Runciman. A history of the First Bulgarian Empire, str. 185.